# Walther Herwig

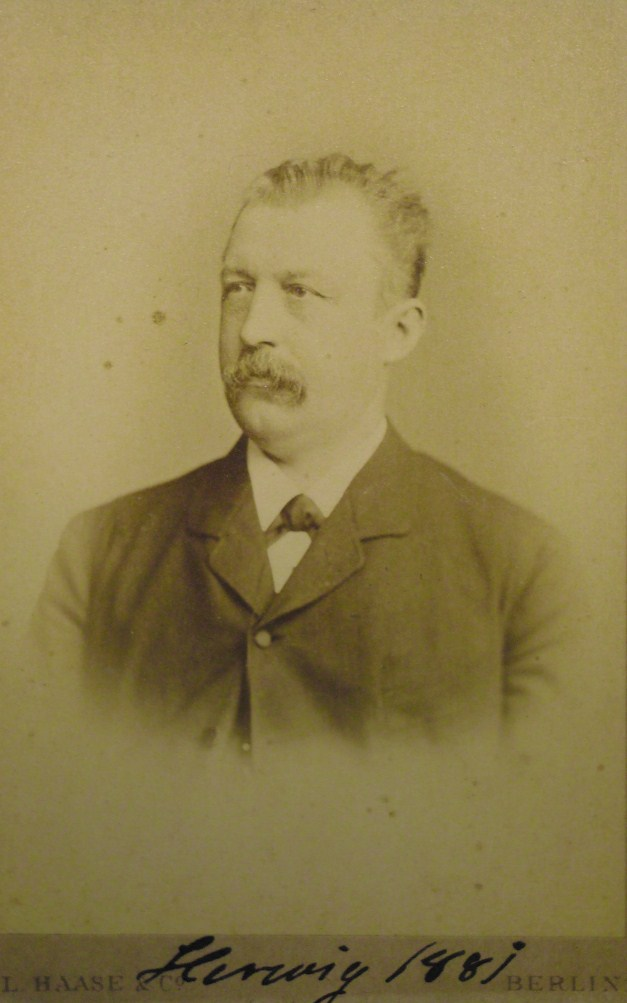
Walther Herwig (1881)

Walther Johann Christian Adelbert Eduard Herwig (* 25. Februar 1838 in Arolsen; † 16. Dezember 1912 in Berlin) war ein deutscher Verwaltungsjurist. Bis heute berühmt ist er als Doyen der deutschen Hochseefischerei und Förderer der deutschen Fischereiforschung.

## Werdegang
Herwig war der Sohn des Rates bei der Landschaftlichen Kammer Friedrich Herwig (1809–1847) und dessen Ehefrau Clara geb. Giesecken. Er besuchte 1854–1856 die Alte Landesschule Korbach, wo er bereits Mitglied einer Schülerverbindung geworden war, und studierte ab 1856 Rechtswissenschaft an der Georg-August-Universität Göttingen, wo er Mitglied des Corps Hannovera Göttingen wurde. Er setzte sein Studium an der Universität Leipzig, der Albert-Ludwigs-Universität Freiburg und der Friedrich-Wilhelms-Universität zu Berlin fort.
Er heiratete Marie geb. Bunsen, eine Nichte des Chemikers Robert Bunsen. Der gemeinsame Sohn Siegfried Herwig wurde ebenfalls Landtagsabgeordneter.
Nach dem Abschluss trat er in die innere Verwaltung des Fürstentums Waldeck ein. 1868 wurde er Sekretär beim Kreis der Twiste in seiner Heimatstadt Arolsen und wurde 1869 als Kreisamtmann in den Kreis Pyrmont nach Bad Pyrmont versetzt, wo sein Onkel Carl Herwig (1802–1863) Kreisrat gewesen war. 1869–1874 war er Mitglied des Landtags der Fürstentümer Waldeck und Pyrmont. 1875 wechselte er in den preußischen Staatsdienst und war von 1875 bis 1878 Landrat im Kreis Ahaus und von 1878 bis 1880 im Kreis Marienwerder.
Er war ab 1880 Vizepräsident des Provinzialschul- und Medizinalkollegiums in Berlin und von 1889 bis 1901 Präsident der Klosterkammer in Hannover. Von 1879 bis 1893 gehörte er dem Preußischen Abgeordnetenhaus an, in dem er den Wahlkreis Marienwerder 1 (Stuhm - Marienwerder) vertrat und sich der Fraktion der Freikonservativen Partei anschloss. Ab 1895 Staatsrat, erhielt er 1896 den Dr. phil. h. c. der Christian-Albrechts-Universität zu Kiel. 1902 trat er als Wirkl. Geh. Oberregierungsrat in Hannover in den Ruhestand. Ab 1907 lebte er wieder in Berlin und Arolsen.
Beigesetzt wurde Herwig auf dem Stadtfriedhof Stöcken in Hannover.

## Bedeutung für die Hochseefischerei
Walther Herwig war einer der Gründer des Deutschen Hochseefischereivereins und förderte Ende des 19. Jahrhunderts die Entwicklung der bis dahin, abgesehen vom Walfang, nur vor der Küste betriebenen Fischerei. Sie wurde auch auf die fischreichen Gewässer des Nordatlantiks ausgedehnt. Hierzu wurden ab 1880 die ersten deutschen Fischdampfer nach englischem Vorbild gebaut. Das erste nach ihm benannte Schiff, der 1888 gebaute Fischdampfer Präsident Herwig, ging allerdings 1898 vor der Küste Islands verloren. Herwig setzte sich in dieser Zeit des Aufbaus einer deutschen Hochseefischereiflotte insbesondere für den sozialen Ausgleich gegenüber den Besatzungen der Schiffe ein und erreichte eine angemessene Grundversorgung der Angehörigen der Fischer, die auf See blieben.

## Bedeutung für die Meeresforschung
Herwig war ein einflussreicher Förderer der deutschen Meeresforschung und wurde 1902 mit seinem Ausscheiden aus der öffentlichen Verwaltung bis 1908 Präsident des Zentralausschusses für die internationale Meeresforschung, heute der International Council for the Exploration of the Sea.

## Nachwirkungen
Zum ehrenden Gedenken hat die Bundesrepublik Deutschland bislang drei Fischereiforschungsschiffen seinen Namen gegeben. Derzeit befährt die dritte Walther Herwig für die drei Fischereiforschungsinstitute des Thünen-Instituts (ehemalige Bundesforschungsanstalt für Fischerei) die Gewässer von Nord- und Ostsee sowie den Nordatlantik. Auch der 2017 beauftragte Ersatzbau wird wieder diesen Namen tragen.
Eine Bucht an der Nordküste der Bäreninsel heißt Walther Herwig zu Ehren Herwighamna.

## Schriften
- Die Beteiligung Deutschlands an der internationalen Meeresforschung. Jahresbericht. 1, 1902/1903 (1905) – 5, 1906/1907 (1908), ZDB-ID 549356-0.